# 中山路 (厦门)

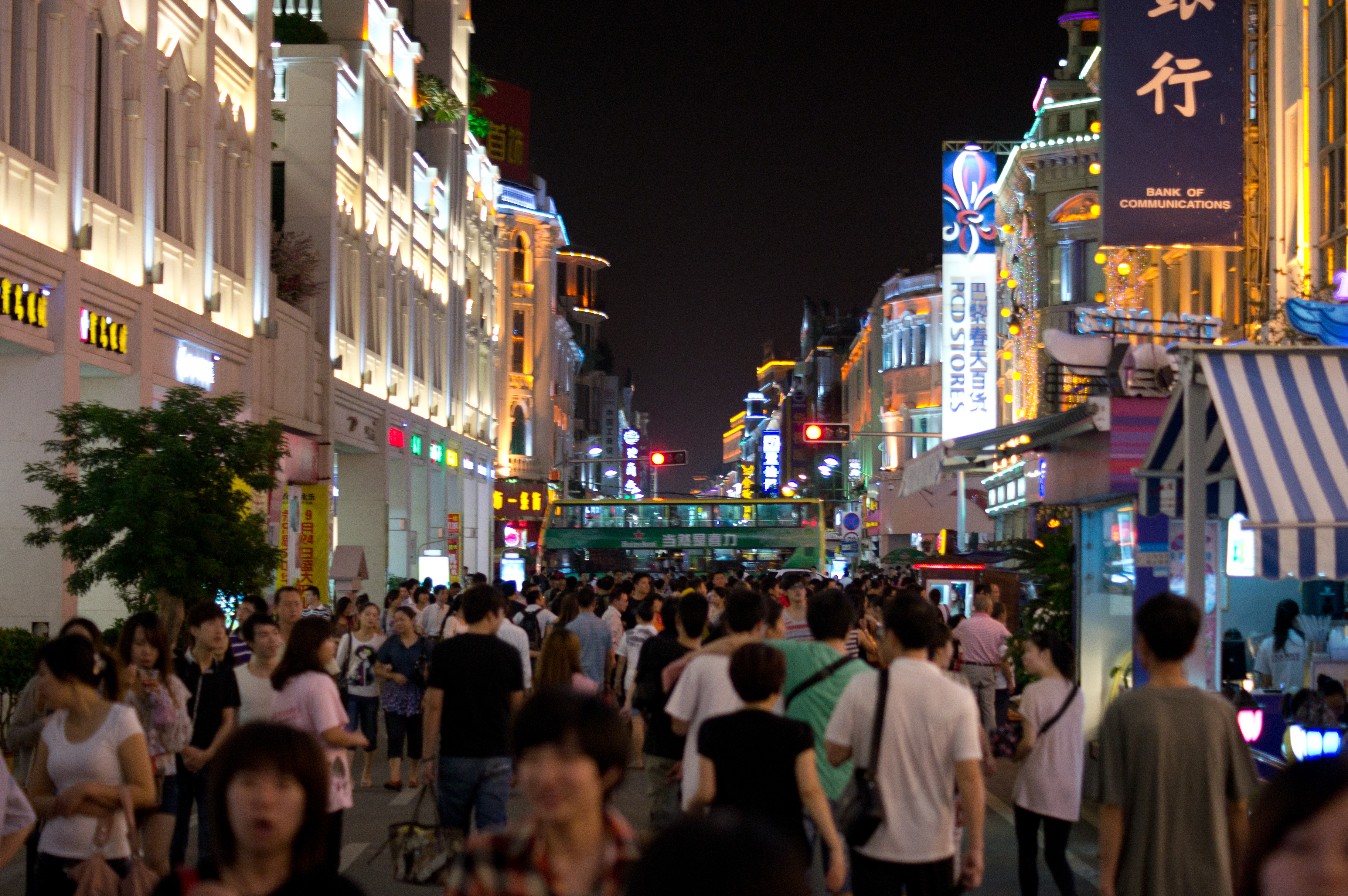
晚上的中山路（摄于2011年）

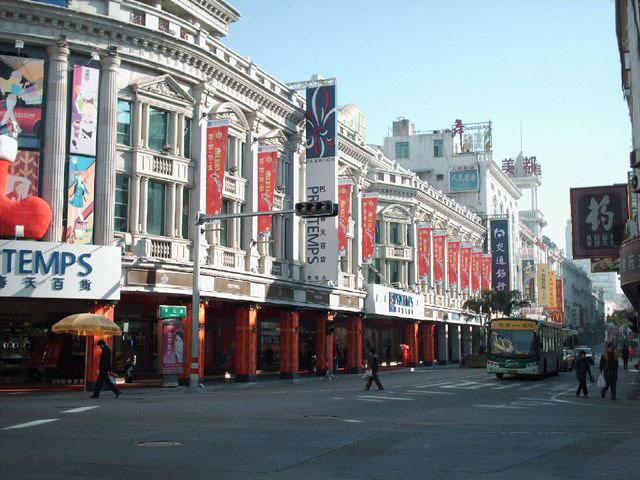
中山路口风貌（摄于2009年）

中山路位于厦门岛西南部，是厦门市思明区中华街道的一条东西走向的道路。其长约1公里，宽约15米，西起鹭江道，中跨思明南路，东达新华路和公园南路的叉口。中山路以古城东路、古城西路为界，可分为两个路段。
中山路始建于1925年，连接了万石山和鼓浪屿两个重要景区。沿街均为骑楼建筑，自2006年起以“旧城中山路历史风貌街区”的名义受《厦门市紫线控制专项规划》保护，严禁大面积拆除、开发活动。中山路沿线自民国起便是厦门重要的商业区，直至目前仍为厦门市最有人气的商圈之一，在2008年由厦门晚报评选的“最厦门30地标”中获得票选第一名。
厦门同安区另有一条同名中山路，但在厦门若单讲“中山路”，即指厦门岛西南的这条中山路。

## 历史
现今的中山路由古城东、西路可划分为东、西两段：
中山路西段于1928年6月动工，1929年竣工。为纪念孙中山，此路段被命名为中山路。原中山路长893米，宽15.2米。1939年，日本操纵设立的厦门特别市政府曾以"藉使民众共知汉族为数千年酷爱和平之民族，今日军以铁血取得厦门还我汉族，并为我驱除军阀，我当知感，走此路者当饮水思源也。"为由将中山路改名为大汉路，1945年光复后复名。
中山路东段原为中华路，于1928年5月1日动工，同年9月28日竣工。该路段长245米，宽15米，骑楼各宽3米。
1946年，原中山路和中华路皆铺设水泥路面。1966年，原中山路、中华路和公园南路被更名为东方红路。1979年10月，三条路段皆复名，同年中华路并入原中山路。1980年，南寿巷并入中山路，自此中山路全长达1.2公米。2006年，中山路被辟为步行街。

## 步行街

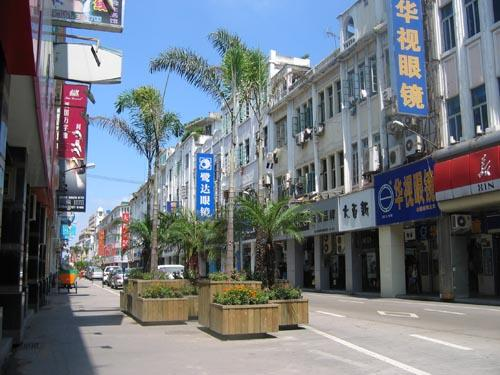
中山路步行街风貌（摄于2009年）

经过2020年代初期的大规模改造后，中山路西段至东段霞溪路交叉路口已彻底成为步行街。

### 设立经过
2005年9月6日至9月18日，中山路举办首届“旅游购物文化节”，首次尝试西段夜间步行街，13天吸引人流102.4万人次，营业增幅30%。2005年12月24日，中山路举办“思明购物狂欢节”，进行全段步行街试水，当晚商场营业至夜间1至2点，人流量达25万人次。2006年1月24日，中山路西段夜间步行街正式启动，规定夏、秋季的18：30至22：00和春、冬季的18：00至21：30禁止车辆通行。
2006年7月15日至7月26日，中山路举办第二届“旅游购物文化节”，同期西段试行全日步行街。2006年9月8日，中山路西段正式实行全日步行街。2010年9月19日起，中山路东段也正式实行全日步行。
2012年4月27日，东起点改为古城东、西路口，缩短150米。2020年1月24日，改至至霞溪路口，缩短100米。

### 相关争议
有专家表示，中山路自2009年以来，其商业气氛逐渐被遍布各地的商场分流，而西段步行街已经造成了交通不便，限制了消费群体的扩大。

## 沿线支路

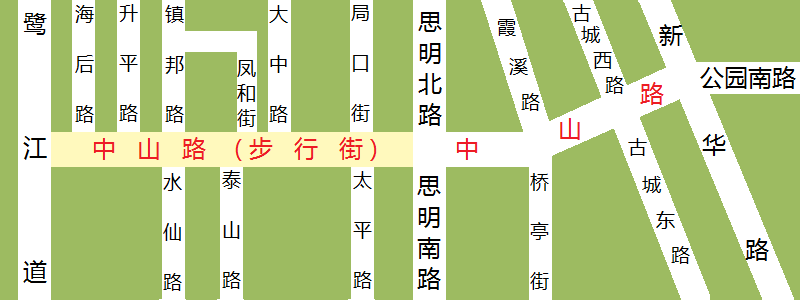
中山路地区略图（截止2024年，中山路步行街范围已扩大至霞溪路边界。）

中山路商圈沿线有众多支线，由于位于老城区，多数为狭窄蜿蜒的街巷。当地政府和投资公司正努力将中山路各条支路逐一打造成独具闽台风情的特色街，2009年已确定的特色街主题如下（截止2024年，仍未开发完成）：
- 局口街：女人街
- 大中路：闽台儿童商品街
- 古城西路：闽台婚庆街
- 海后路：闽台风味餐饮街